# Tambourissa humbertii
Tambourissa humbertii är en tvåhjärtbladig växtart som beskrevs av Alberto Judice Leote Cavaco. Tambourissa humbertii ingår i släktet Tambourissa och familjen Monimiaceae. Inga underarter finns listade i Catalogue of Life.